# Luigi Scarabello
Luigi Scarabello, född 17 juni 1916 i Albiano Magra, död 2 juli 2007 i Nettuno, var en italiensk fotbollsspelare.
Scarabello blev olympisk guldmedaljör i fotboll vid sommarspelen 1936 i Berlin.